# 毛囊蠕形蟎
毛囊蠕形蟎（學名：Demodex folliculorum）又名鬍渣蟲，是蟎的一種，居住在人類的皮膚之上。大多數人的皮膚上都可以找到毛囊蠕形蟎的蹤跡，但通常不會造成任何傷害，比較接近於共生關係，而非寄生關係。當人的免疫力變差時，毛囊蠕形蟎可能致病；該疾病稱之為毛囊蟲症。

## 解剖學
毛囊蠕形蟎居住在人體的毛囊內，身體細長、似蟲、腿短，具原始腸道，有肛門，成蟲體長可達0.3至0.4毫米長。毛囊蠕形蟎的成蟲有4雙腿，幼蟲則只有3雙腿。

## 繁殖與生命週期
毛囊蠕形蟎的生命週期約為14至16天，成蟲會在毛囊頂部，靠近皮膚表面的地方交配，產卵於毛囊的皮脂腺內。毛囊蠕形蟎的蛋為心狀，長約0.1毫米，孵化出的幼蟲成長至成蟲需花費約7天時間，其中會經歷兩個若蟲階段。毛囊蠕形蟎長至成蟲後，可再存活4至6天。

## 生態
毛囊蠕形蟎喜歡生活在皮脂量較多的地方，通常出現在人類臉部的毛囊內，一般集中在臉頰、鼻子及額頭附近，但在眼皮與耳朵等其他部位也有可能找到。除了人類臉部外，毛囊蠕形蟎也可能出現於人體的其他地方，如胸口或臀部。
毛囊蠕形蟎出現於毛囊內的皮脂腺之上，頭朝下，腹部末端通常會突出毛囊。每個被寄生的毛囊內通常會有2至6隻毛囊蠕形蟎，但也有可能更多。
毛囊蠕形蟎每小時可移動8至16毫米，且通常於晚上移動。
毛囊蠕形蟎只會生存在人類的皮膚之上；如果離開其宿主，很快便會乾掉並死去。毛囊蠕形蟎的數量在春天及夏天會比其他季節時來得多。

## 與人類間的關係
毛囊蠕形蟎不會出現於新生兒的身上，但出生不久便會被傳染，這很可能是因為與母親之間的接觸。毛囊蠕形蟎很少會在10歲以下的幼童身上發現，但幾乎所有老人都會被其感染，其原因可能是因為幼童時小範圍的感染隨著年齡增長而漸漸擴大，也可能是因為毛囊蠕形蟎的食物（皮脂）隨著年齡增長而增加之故。
大量的毛囊蠕形蟎與瞼緣炎與酒槽鼻有關。詳細的致病機制仍然未知，推測可能是因為毛囊蠕形蟎物理性地阻塞住毛囊，帶有致病細菌，或其死後的屍體導致皮膚的延遲性過敏反應或先天免疫反應。是因為大量的毛囊蠕形蟎導致了酒槽鼻，還是因為酒槽鼻的皮膚環境較適合毛囊蠕形蟎生活，致使其大量增生，這之間還存在著些爭論。毛囊蠕形蟎大量增生的現象也會發生在免疫抑制的人身上。

## 歷史
第1份描述「毛囊蠕形蟎」的文獻由雅各布·亨勒於1841年寫成，但他提交予蘇黎世生物科學學院的報告，被當地報紙所報導，在當時並沒有引起他人注意。1842年，德國皮膚科醫生古斯塔夫·西蒙提出1份有關毛囊蠕形蟎外觀的完整報告，並命名為「Acarus folliculorum」。1843年，理查·歐文將毛囊蠕形蟎歸類的屬命名為蠕形蟎屬（Demodex）。從西蒙最初對毛囊蠕形蟎的描述中，可辨別出兩種類型，一種較長，一種則較短。1963年，開始有人猜測毛囊蠕形蟎的兩種類型其實是不同的亞種，並將較短的類型稱之為皮脂蠕形蟎（Demodex brevis），較長的類型則維持其毛囊蠕形蟎的名稱。直到1972年才確定皮脂蠕形蟎與毛囊蠕形蟎為兩種不同的物種。